# Бокарев, Андрей Рэмович
Андрей Рэмович Бокарев (род. 23 октября 1966, Москва) — совладелец АО «Трансмашхолдинг» и ОАО «УК „Кузбассразрезуголь“», бывший член Совета директоров ОАО «Уральская горно-металлургическая компания», ОАО «Алтай-кокс»[уточнить]. Президент федерации фристайла России (2010).

## Биография
Андрей Бокарев родился 23 октября 1966 года в Москве. 
На сентябрь 1994 года председатель правления Трансэкспортбанка.
В 1995 году окончил Московский финансовый институт и стал исполняющим обязанности председателя правления Национального инвестиционного банка, проработав в этой должности до 1997 года.
В 1997 году стал заместителем гендиректора «Росэкспортлеса».
В 1998 году в должности заместителя генерального директора стал курировать экспортные поставки «Кузбассразрезугля» — компании, которую приобрёл Искандер Махмудов у Сергея Родионова, старший партнёр Бокарева. В том же году возглавил австрийскую компанию «Крутрейд АГ» (основной бенефициар — Искандер Махмудов).
В 1998—1999 годах — генеральный директор «Компания „Крутрейдаг“».
С 1999 года стал членом совета директоров ОАО «Уральская горно-металлургическая компания».
В 1999—2000 годах член совета директоров ОАО ХК «Кузбассразрезуголь».
В 1999—2004 годах занимал пост заместителя генерального директора по внешнему рынку ЗАО «Управляющая компания СТИН Холдинг».
В 2000—2005 годах — председатель совета директоров ОАО ХК «Кузбасразрезуголь».
В 2001—2006 годах — член совета директоров ОАО «Алтай-Кокс».
С 2003 года — член совета директоров ЗАО «Трансмашхолдинг» и ООО «УГМК-Холдинг».
В 2004 году Махмудов и Бокарев объединили разрозненные машиностроительные заводы в «Трансмашхолдинг».
С 2004 года член совета директоров ОАО «Ростерминалуголь».
С осени 2004 года по 2006 год вместе с Махмудовым владели 50 % долей «Издательского дома Родионова».
С 2005 года председатель совета директоров ОАО «Угольная компания „Кузбасразрезуголь“» и член совета директоров ОАО «Новосибирскэнерго».
В середине марта 2007 года подписал с Аманом Тулеевым соглашение о социально-экономическом сотрудничестве, обещав отдать на нацпроекты почти 300 млн рублей.
С 2007 года по март 2010 года — президент Федерации горнолыжного спорта и сноуборда России.
В сентябре 2007 года назначен членом Совета при Президенте РФ по развитию физической культуры и спорта, спорта высших достижений, подготовке и проведению XXII зимних Олимпийских игр и XI зимних Паралимпийских игр 2014 года в г. Сочи.
В 2008 году стал председателем совета директоров «Трансмашхолдинга».
В 2008—2009 годах председатель правления Межрегиональной общественной организации «Федерация русского бильярда».
С июня 2010 года — президент Федерации фристайла России (ФФР).
В октябре 2010 года вместе с Искандером Махмудовым переоформили в личную собственность совокупно 25 % ООО «Аэроэкспресс».
22 апреля 2022 года, после внесения в санкционный список Великобритании, Андрей Бокарев покинул пост президента «Трансмашхолдинга» и вышел из состава совета директоров. Ранее, в марте 2022 года, Бокарев перестал быть контролирующим бенефициаром и вышел из состава советов директоров ОАО «УГМК», АО УК «Кузбассразрезуголь», АО «Восточный порт», АО «Ростерминалуголь»

### «Московская пассажирская компания» и «ЦППК»
В 2013 году Андрей Бокарев совместно с Искандаром Махмудовым стали совладельцами 25 % акцией Центральной пригородной пассажирской компании (ЦППК), заплатив за них суммарно 2,3 млрд рублей. Компания якобы была приобретена с использованием третьего лица и двух подставных компаний используемых для имитации соперничества на конкурсе.

### Господряды
На Июнь 2022 года Андрей Бокарев совместно с Искандаром Махмудовым были одними лидерами в получении господрядов в Кемеровской области.

## Международные санкции и вторжение
13 апреля 2022 года, на фоне вторжения РФ на Украину, подпал под персональные санкции Великобритании как крупный бизнесмен и член совета директоров нескольких крупных аффилированных с государством компаний. Основанием для включения стала его близкая связь с Кремлём и финансовая выгода, получаемая от поддержки режима Владимира Путина.
По аналогичным основаниям находится в санкционных списках Украины, Канады, Австралии и Новой Зеландии. Ранее Бокарев был внесён ФБК в список коррупционеров и разжигателей войны с предложением введения против него международных санкций за «финансирование агрессивной войны России против Украины или управление финансами в интересах путинского режима».
Во время российского вторжения Евгений Пригожин упоминал о некоем ЧВК «Бокарев», которое предположительно подконтрольно Андрею Бокареву.
14 сентября 2023 года включён в блокирующий санкционный список США, при этом власти страны отмечают, что Бокарев имеет связи с министром обороны России Сергеем Шойгу, олигархом Искандаром Махмудовым и другими высокопоставленными чиновниками и их семьями: «Бокарев также связан с организованной преступностью и с 2022 года пытается обойти санкции. С 2022 г. Бокарев сотрудничал с различными трастовыми и корпоративными компаниями для создания подставных фирм, что может быть связано с отмыванием денег». Также под американские санкции попала супруга Ольга Сыроватская, раннее включённая в санкционный список Украины.

## Семья
Женат, супруга Ольга Владимировна Сыроватская, есть сын.

## Состояние
Входит в рейтинг журнала Forbes с 2006 года. Занимает места с 69 (2007) по 98 (2008) с состоянием с 500 млн долларов США (2009) по 1 100 млн долларов США (2008). В 2010 году занимал 94 место с состоянием 700 млн долларов США.
В рейтинге богатейших бизнесменов России, опубликованном в апреле 2021 года журналом Forbes, Андрей Бокарев занимает 59-е место с состоянием 2,5 млрд долларов. За 2021 год его состояние выросло на 0,8 млрд долларов.

## Награды
- Благодарность Президента Российской Федерации (30 мая 2012 года) — за достигнутые трудовые успехи и многолетнюю добросовестную работу[30]